# Koutsovendis
Koutsovendis o Koutsoventis (in greco Κουτσοβέντης?; in turco Güngör) è un villaggio di Cipro. È sotto il controllo de facto di Cipro del Nord, dove appartiene al distretto di Girne, mentre de iure appartiene al distretto di Kyrenia della Repubblica di Cipro. Prima del 1974, il villaggio era abitato esclusivamente da greco-ciprioti.
La sua popolazione nel 2011 era di 124 abitanti.

## Geografia fisica
Il villaggio si trova sulle pendici meridionali della catena montuosa di Kyrenia, a circa due chilometri e mezzo a sud del castello di Buffavento. Prima del 1974, il villaggio era abitato esclusivamente da greco-ciprioti.

## Origini del nome
Si ritiene generalmente che il villaggio prenda il nome da Agios (Santo) Khrysostomos, il fondatore del monastero situato nelle vicinanze del villaggio. Nel 1975 i turco-ciprioti cambiarono il nome in Güngör, in onore di Tuncer Göngör, un ufficiale turco ucciso nel vicino villaggio di Sychari/Aşağı Taşkent durante l'offensiva militare turca del 24 luglio 1974.

## Monumenti e luoghi d'interesse

### Architetture religiose
Nei dintorni del villaggio si trova il Monastero di San Giovanni Crisostomo, in corso di restauro al momento dell'invasione turca dell'isola e adesso abbandonato e inaccessibile in quanto situato all'interno di una zona militare.

## Società

### Evoluzione demografica
Nel censimento ottomano del 1831, i cristiani costituivano gli unici abitanti del villaggio. All'inizio del secolo c'erano solo uno o due musulmani nel villaggio. La popolazione è aumentata costantemente, passando da 39 abitanti nel 1891 a 163 nel 1960.
Tutti gli abitanti del villaggio sono stati sfollati nel 1974, quando a luglio fuggirono dall'esercito turco in avanzata verso la parte meridionale dell'isola. Attualmente, come il resto dei greco-ciprioti sfollati, i greco-ciprioti di questo villaggio sono sparsi in tutto il sud dell'isola. Il numero dei greco-ciprioti di Koutsovendis sfollati nel 1974 era di circa 185 (183 nel censimento del 1973).
Oggi il villaggio è un campo semi-militare. Nel villaggio vivono solo tre o quattro famiglie civili. Secondo il censimento turco-cipriota del 2006, la popolazione di Güngör era di 140 persone.